# Noctilucas (película de 2022)
Noctilucas, conocida en inglés como Sea Sparkles, es un cortometraje uruguayo de 2022 dirigido, escrito y producido por Diego Álvarez Parra. La película, protagonizada por Enzo Vogrincic como Lucas y Alejandro Mata como Juan, se desarrolla en Uruguay, explorando temas de felicidad, ambición y la capacidad de disfrutar del momento presente. Se estrenó en el Festival Internacional de Cine LGBTQ de Madrid (LesGaiCineMad) y fue posteriormente presentada en el Detour Film Festival en Uruguay.

## Trama
La historia se centra en las horas previas a la partida de Lucas de Uruguay en busca de un futuro mejor. Un encuentro casual con Juan, un inmigrante venezolano, se transforma en una meditación sobre la felicidad, la ambición y la lucha por disfrutar realmente del presente.

## Reparto
- Enzo Vogrincic como Lucas [2]
- Alejandro Mata como Juan

## Producción
Noctilucas fue dirigida y escrita por Diego Álvarez Parra, quien también coprodujo el cortometraje junto a Lu Moreira. La película fue producida por 3115 CREA y filmada en Ciudad de la Costa y Montevideo, Uruguay.

## Recepción
El cortometraje se estrenó en LesGaiCineMad en Madrid, España, en 2022, y posteriormente en el Detour Film Festival en Uruguay. Está disponible en las plataformas Filmin para España Flixxo para Argentina y Uruguay y Vimeo On Demand para el resto del mundo, y cuenta con una puntuación de 8 en IMDb y un 6.5 en Filmin.